# Unión Nacional Africana de Zimbabue - Ndonga
La Unión Nacional Africana de Zimbabue - Ndonga (en inglés: Zimbabwe African National Union - Ndonga) y oficialmente ZANU y extraoficialmente ZANU Mwenje o ZANU Sithole, es un partido político zimbabuense. Sus miembros eran anteriormente miembros de la Unión Nacional Africana de Zimbabue, pero se dividieron de la misma por motivos tribales, y son opositores al partido ZANU-PF, gobernante en la actualidad.
El partido se fundó en 1975, escindiéndose de la ZANU después de que Robert Mugabe asumiera el control de la misma. Fue liderado por Ndabaningi Sithole hasta su fallecimiento en diciembre de 2000. El partido fue la única fuerza opositora representada en el Parlamento tras las elecciones parlamentarias de 1995, con tan solo dos escaños, y Sithole continuó siendo parlamentario tras las elecciones de 2000, realizadas meses antes de su muerte. Wilson Kumbula asumió el liderazgo del partido y fue su candidato presidencial en las elecciones de 2002, obteniendo solo el 1% de los votos. En 2005, el partido perdió toda su representación parlamentaria.
Junto con otros tres partidos de oposición menores, ZANU-Ndonga era miembro de la Organización de Partidos Políticos de Oposición de Zimbabue. En 2015, algunos líderes de ZANU-Ndonga se reunieron con ZANU-PF y pidieron a los partidarios que "dejaran la oposición" y se unieran al partido recién unificado.